# Frank Kalanda
Frank Kalanda (ur. 8 sierpnia 1991 w Kampali) – ugandyjski piłkarz grający na pozycji napastnika. Od 2022 jest zawodnikiem klubu Bul FC.

## Kariera klubowa
Swoją karierę piłkarską Kalanda rozpoczął w klubie Express FC. W sezonie 2012/2013 zadebiutował w jego barwach w pierwszej lidze ugandyjskiej. W latach 2013–2016 grał w URA Kampala. W sezonie 2013/2014 zdobył z nim Puchar Ugandy. W sezonie 2016/2017 był zawodnikiem Soana FC, a w latach 2017-2019 - rwandyjskiego AS Kigali FC, z którym w sezonie 2017/2018 wywalczył wicemistrzostwo Rwandy. W latach 2019–2021 był zawodnikiem Express FC, z którym w sezonie 2020/2021 wywalczył mistrzostwo kraju. W sezonie 2021/2022 grał w Police FC, a w 2022 przeszedł do Bul FC.

## Kariera reprezentacyjna
W reprezentacji Ugandy Kalanda zadebiutował 13 lipca 2013 w wygranym 1:0 meczu Mistrzostw Narodów Afryki 2014 z Tanzanią, rozegranym w Dar es Salaam. Od 2013 do 2016 wystąpił w kadrze narodowej 17 razy i strzelił 5 goli.